# Cantata (Stravinskij)
La Cantata per soli, coro femminile e strumenti è una composizione di Igor' Fëdorovič Stravinskij scritta fra l'aprile del 1951 e l'agosto del 1952.
Dopo La carriera di un libertino, che segna il culmine ma anche l'esaurirsi del neoclassicismo stravinskiano e il Settimino in cui appaiono i primissimi approcci alla tecnica seriale, questo lavoro è il primo che indica una vera svolta verso la dodecafonia. L'avvicinamento a questa nuova tecnica, a lungo osteggiata dal compositore stesso, non avviene repentinamente, ma per gradi e la Cantata ne è stato il primo decisivo passo. Stravinskij dedicò quest'opera alla Los Angeles Chamber Symphony Society che la eseguì in prima esecuzione al Philharmonic Auditorium l'11 novembre 1952 con la direzione dell'autore.

## Analisi
La Cantata si basa su testi di anonimi inglesi del XV e XVI secolo scelti, come dice il compositore stesso nella presentazione del programma, «non solo per la loro grande bellezza e la loro serrata sillabazione, ma per la loro costruzione che suggerisce la costruzione musicale». Stravinskij in effetti adopera qui metodi compositivi che si rifanno a grandi musicisti fiamminghi mediati dalla tecnica di Arnold Schönberg in chiave seriale anche se il materiale sonoro non si discosta molto da quello delle sue ultime composizioni in cui la base diatonica è sempre presente.
La Cantata è costruita sui testi poetici e si articola in sette parti. Il Preludio (Versus I) si basa sul primo verso di una struggente nenia funebre, A Lyke-Wake Dirge, cantata dal coro; segue un primo Ricercare per soprano e quintetto strumentale, The Maidens came, dove una giovane donna rimpiange i beni terreni perduti per aver scelto di seguire Cristo. Il terzo brano (Versus II) è un Interludio che riprende la nenia iniziale sul verso If ever thou gavest cantato dal coro; segue il secondo Ricercare Tomorrow shall be my dancing day per tenore, violoncello, flauti e oboi in cui si narra, in una sorta di storia sacra medievale, vita, morte e resurrezione di Cristo. Il quinto brano è ancora un Interludio basato sul terzo verso (Versus III) della nenia Fromm Whinny Muir eseguito dal coro. La sesta parte Westron wind è costituita da un'aria per soprano e tenore ed ha un argomento secolare essendo un semplice canto d'amore; la musica qui però contrasta sorprendentemente per l'aspetto concitato con la calma di tutta la Cantata. L'opera si chiude con un Postludio dove il coro riprende ancora una volta la melodia della musica iniziale.

## Organico
Soprano, tenore, coro femminile, due flauti, due oboi (il secondo intercambiabile con un corno inglese), violoncello